# Kingdom Hearts Birth by Sleep
Kingdom Hearts Birth by Sleep (キングダム ハーツ バース バイ スリープ Kingudamu Hātsu Bāsu bai Surīpu?) är ett datorrollspel skapat av Square Enix och Disney som släpptes till Playstation Portable. Det utspelar sig 10 år innan det första spelet i Kingdom Hearts-serien.
Spelet är ett av de tre spelen som ingår i remakesamlingen Kingdom Hearts HD 2.5 Remix som släpptes 2014.